# 堀口あすか
堀口 あすか（ほりぐち あすか、1988年3月21日 - ）は、日本の元女性声優。埼玉県出身。
東京メディアアカデミー卒業後、2009年4月1日、81プロデュースジュニア所属。2013年3月31日に81プロデュースを退所し、その後はフリーで活動。退所後、舞台出演はあったものの声優としての活動は行っていない。

## 出演作品

### テレビアニメ
2009年
- クロスゲーム（女子生徒）
- けいおん!（生徒）
- 極上!!めちゃモテ委員長（女の子、美子、エマ、赤ちゃん、客、女生徒）
- 夏のあらし!（女学生3）
- PandoraHearts（女生徒2）

2010年
- えむえむっ!（女子生徒）
- 刀語（黒巫女A）
- けいおん!!（一年生）
- 極上!!めちゃモテ委員長（通行人）
- 極上!!めちゃモテ委員長 セカンドコレクション（女子）
- 最強武将伝 三国演義（小間使）
- NARUTO -ナルト- 疾風伝（トビオ）
- バクマン。（女子生徒）
- ポケットモンスター ダイヤモンド&パール（ウララのプラスル）

2011年
- 戦国乙女〜桃色パラドックス〜（赤ちゃん）
- ダンタリアンの書架（赤ちゃん）
- プリティーリズム・オーロラドリーム（アナウンス、参加者B、プリズムスター）
- へうげもの（侍女）

2012年
- クロスファイト ビーダマン（アスカ組3号、子供）
- クロスファイト ビーダマンeS（男の子、子分）
- ZETMAN（女子高生B）
- プリティーリズム・ディアマイフューチャー（女の子B）
- BLEACH（生徒）

2013年
- THE UNLIMITED 兵部京介（子供）

### 劇場アニメ
2009年
- レイトン教授と永遠の歌姫（観客）

2012年
- ドットハック セカイの向こうに
- 伏 鉄砲娘の捕物帳

### ゲーム
- EVE The 1st. burst error（アキ 他）
- 剣と魔法と学園モノ。2G（アスティ）
- のーふぇいと! 〜only the power of will〜
- 羊くんならキスしてあげる☆（長い三つ編みの女の子）

### 特撮
- ハイパーヨーヨー バーニング（スピナリオの声）

### ラジオドラマ
- VOMIC PSYREN -サイレン-（倉木まどか）

### 吹き替え
- バケーション with デレク

### ドラマCD
- 獏狩り4〜神和篇〜（獏）
- 魔法使いの恋（女の子、友人女）